# Specialty Records
La Specialty Records è stata una casa discografica  statunitense.

## Storia
La Juke Box Records venne fondata a Los Angeles nel 1945 da Art Rupe dalle ceneri dell'etichetta fallimentare Atlas. Nel 1946 Rupe abbandonò la Juke Box e inaugurò la Specialty, che ristampò tutte le uscite dell'etichetta inaugurata l'anno precedente. Tra il 1946 e il 1953, la Specialty licenziò diciannove singoli entrati nella top 20 della classifica R&B. La Fidelity ridusse il numero di uscite discografiche a partire dagli anni sessanta. Nel 1990, la Specialty venne venduta alla Fantasy Inc.